# Delirium
Delirium е третият пореден студиен албум на британската поп звезда Ели Голдинг. Издател на албума е Полидор Рекърдс. Албумът излиза на пазара на 6 ноември 2015 г. В албума са включени дебютните ѝ хитове Love Me Like You Do (от саундтрака на филма „Петдесет нюанса сиво“), On my mind и Outside с Калвин Херис. В луксозната версия на албума се съдържат 22 песни. Певицата споделя, че чрез този албум показва нова част от себе си. Турнето на албума ще започне през 2015 г. в САЩ и ще продължи в Европа до март 2016 г.